# Historiographie des arts de l'Islam

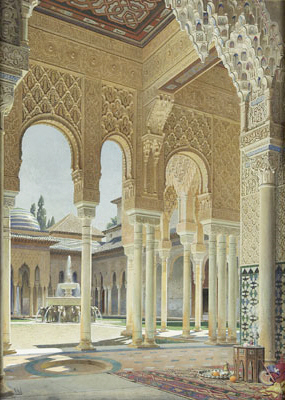
Le développement des connaissances de l'Occident sur l'art islamique a influencé le courant artistique de l'Orientalisme, qui se mêle lors de son apogée au XIXe siècle avec la vision romantique donnée par les peintres.
Ici, le patio des Lions de l'Alhambra, seul palais islamique accessible aux peintres en Occident.
Gouache par Adolf Seel, effectuée à l'occasion d'un voyage d'études, 1886.

L'historiographie des arts de l'Islam est l'étude de l'histoire des arts de l'Islam dans le temps.
L'histoire des arts de l'Islam est un domaine complexe de par l'étendue des domaines géographique, chronologique, culturel et linguistique qu'il recoupe. Il nécessite l'intervention de nombreuses disciplines, comme l'histoire de l'art, évidemment, mais aussi l'histoire de l'architecture, l'archéologie, la numismatique, l'épigraphie, la codicologie et l'histoire. C'est en partie pour ces raisons, mais aussi à cause du contexte historique que cette matière est née assez récemment, en comparaison de l'histoire de l'art antique ou européen. 

## Avant leXIXesiècle
Les premiers objets islamiques sont arrivés en Europe via les trésors d'église. Ainsi, ivoires, cristaux et tissus islamiques ont servi de reliquaires. L'Égypte fatimide, lieu où se trouvaient de nombreux chrétiens, a beaucoup fourni l'occident en objet de luxe, comme en témoigne l'aiguière aux oiseaux en cristal du Xe siècle, actuellement au musée du Louvre mais qui appartenait au trésor de l'abbaye de Saint-Denis. 
À partir du XVIe siècle, avec le développement du collectionnisme, des objets de pierre dure fabriqués dans la civilisation islamique se retrouve chez des particuliers. Les collections royales françaises, notamment sous Louis XIV, contenaient ainsi de nombreux objets en pierre ottomans, actuellement aussi conservés au Louvre. La « chasse aux manuscrits » que mène Colbert permet également d'introduire en France des manuscrits arabes, persans et turcs. 
C'est au XVIIe siècle qu'a lieu la première traduction en français du Coran, grâce à André du Ryers (1647). D'autres s'intéressent également aux poètes, comme Hafez et Saadi, et en 1704 parfait la première édition des mille et unes nuits en français, dans une version d'Antoine Galland. 
L'intérêt pour l'art islamique se trouve donc, jusqu'au XIXe siècle, en particulier chez les bibliophiles, les paléographes et les médiévistes.

## LeXIXesiècle
C'est avec la formation des collections que se développe l'intérêt pour les arts de l'Islam. Dans un contexte, orientaliste, ce sont les historiens qui donnent l'impulsion, et les études de langues orientales se développent, permettant un meilleur accès aux différentes cultures de l'Islam. Dès 1795 est créée à Paris l'école des langues orientales.
Il faut resituer ce développement dans son contexte, avec les premiers pas de l'archéologie et la colonisation. Depuis 1798, l'Égypte est dirigée par des puissances occidentales, qui créent en particulier l'institut français du Caire. Les théories raciales fleurissent. Dans son essai sur l'inégalité des races humaines, Gobineau estime que les Persans ont des capacités, mais que les arabes, comme peuple sémitique, ne peuvent plus se développer, tandis que les turcs sont incapables de créer un art propre. 
Les collections prennent de l'ampleur à partir des années 1850, et restent très éclectiques, comme celle de Charles Sauvageot, dont les documents montrent qu'il s'agissait en quelque sorte d'un « bric-à-brac luxueux ». La collection d'Albert Goupil, vendue en 1888, constitua le fonds d'art islamique des arts décoratifs,, tandis que la baronne Delort de Gléon léguait la collection de son mari au musée du Louvre en 1912. Peu à peu, les collections spécialisées prennent leur essor, et permettent l'expansion du marché de l'art parisien à ce domaine.

## La naissance de la discipline
On considère généralement Gaston Migeon, conservateur au Louvre jusqu'en 1923, comme le père de l'histoire des arts de l'Islam. À la frontière entre XIXe et XXe siècle, ce qui était jusqu'alors considéré comme un artisanat s'arroge peu à peu le statut d'art, tandis que les scientifiques prennent la relève des amateurs.
Dès 1828 a lieu la première publication plus ou moins scientifique d'une collection d'art islamique, celle du duc de Blacas (diplomate mort en 1839), par Joseph Reinaud, un grand arabisant. L'ouvrage parle alors de « monuments musulmans ».
La présence de nombreux architectes au Caire sous le règne de Méhémet Ali (1805-1848) entraîne aussi des publications, comme celle de Pascal Xavier Coste, L'Architecture arabe ou les monuments du Caire (1837). Plus tard, Prisse d'Avennes  fera éditer un L'art arabe, d'après les monuments du Caire (1877). À partir de 1882, l'Égypte est occupée par les britanniques, qui reprennent le flambeau.
D'autres pays intéressent les amateurs, comme l'Espagne : Giraud de Prangey s'intéresse ainsi aux Monuments de Cordoue, puis à ceux de Séville, grenade, avant lui aussi de se tourner vers l'Égypte.
L'évolution des expositions universelles montre bien à quel point l'intérêt pour les arts de l'Islam se développe au cours du XIXe siècle. Ainsi, en 1851, à Londres, il n'existe aucun pays oriental représenté, bien qu'à la même période soient publiés des recueils de « motifs arabisants » pour les artistes des arts décoratifs. En 1855, à Paris, on remarque l'apparition d'un « quartier oriental », à la présentation « exotique », présentant des « denrées, des étoffes et des objets de l'artisanat » provenant de Turquie, mais aussi d'Égypte et de Tunisie, officiellement sous domination ottomane. L'exposition universelle de 1867 présente l'Égypte sous son aspect pharaonique, mais est également présent un artisanat contemporain égyptien.
C'est en 1869 qu'a lieu la première exposition (pas universelle) consacrée à l'Orient, qui exhibe des objets persans et indiens de grandes collections (Davilliers, Schaeffer...). On y trouve ainsi céramiques, peintures, métaux et tapis. Mais il faut attendre encore presque dix ans pour qu'apparaisse dans une exposition universelle la première galerie consacrée à l'Orient, présentant des objets anciens d'« art musulman. » À Paris en 1889, cette partie s'est considérablement développée, puisqu'une rue du Caire est reconstituée sur le champ de Mars, avec des parties de bâtiments comme des moucharabiehs.
Les années 1870-1910 connaissent aussi le développement d'expositions spécifiques. Londres présente l'art persan, tandis qu'à Paris, Georges Marye expose 1 500 objets d'« art musulman » en 1893. 1893 est d'ailleurs une date importante dans l'histoire de la discipline : en effet, c'est cette année qu'est créée au Louvre une section consacrée aux arts de l'Islam, incluse dans le nouveau département des objets d'art. Une exposition aura de nouveau lieu à Paris, aux arts décoratifs, en 1903, sous la direction de Gaston Migeon et de Koechlin. À la suite d'une exposition de Munich, le premier catalogue d'art islamique est publié en 1910 par Sarre et Martin. Deux ans plus tard, Marteau et Vever éditent Les Miniatures persanes, à la suite d'une exposition des arts décoratifs. Au musée du Louvre, les premières salles d'art musulman ouvrent en 1905, auxquelles s'en ajoutent d'autres en 1922. À Berlin, c'est également dans l'année 1905 que le Kaiser Museum ouvre ses salles, confiées à Sarre.
La transformation de l'étude de l'art d'Islam d'un passe temps pour amateurs à une discipline scientifique passe aussi par la formation des étudiants, et donc la rédaction de manuels. Albert Gayet publie les premiers en 1893 (L'Art arabe) et 1895 (L'Art persan), mais le premier qui fait réellement référence est celui de Migeon et Saladin, Manuel d'art musulman, édité en 1907 et qui traite à la fois d'architecture et d'art plastique et industriel
La colonisation entraîne, en France, l'intensification des recherches sur l'art maghrébin, en Algérie, puis en Tunisie et au Maroc. La création des archives berbères indique l'intérêt que portent alors les européens à ces régions. Dès la seconde moitié du XIXe siècle, les monuments algériens sont recensés pour Napoléon III. Toutefois, l'aspect estudiantin et conservatoire n'apparaît que dans les années 1900-1950. En 1897 est installé un musée national d'art musulman, en 1905, une exposition d'art musulman se tient à Alger.
Dans l'Empire ottoman, la subdivision de la Bilad el-Cham entre la France (actuels Syrie et Liban) et l'Angleterre (actuels Israël et Palestine) en 1922 entraîne également une intensification des recherches pour l'art de cette région. Dès les années 1920, deux grandes revues archéologiques, Syria et les Annales archéologiques de Syrie avaient été créées, ainsi que l'Institut français d’études arabes de Damas avant, pour ce dernier, d'être, en 2003, fusionné dans une nouvelle structure et devenir l'Institut français du Proche-Orient - section Études arabes, médiévales et modernes.
Les britanniques bénéficièrent aussi de conditions favorables dans leurs colonies d'Irak, d'Inde et du Sind, déployant leurs activités dans les études de l'Asie centrale par des prospections et des fouilles. Dès 1860, avait été créé l'organisation Archeological Survey of India, qui permit l'étude de sites indiens. À partir de 1950, l'Asie centrale fut principalement étudiée par des archéologues d'URSS, créant un grand vide pour les chercheurs occidentaux. Heureusement, avec la chute du régime en 1991, leurs publications sont traduites, et ouvrent un nouveau champ d'études.